# Dasyochloa
Dasyochloa là một chi thực vật có hoa trong họ Hòa thảo (Poaceae).

## Loài
Chi Dasyochloa gồm các loài: